# Substància inorgànica
Es denomina substància inorgànica a tota substància que manca d'enllaços entre àtoms de carboni i hidrogen (hidrocarburs) en la seva composició química. Un exemple de substància inorgànica és l'àcid sulfúric o el clorur de sodi. D'aquests compostos tracta la química inorgànica.
En biologia, el concepte d'inorgànic i orgànic és molt important i de vital importància en temes com la nutrició dels organismes autòtrofs. Aquests organismes només utilitzen substàncies inorgàniques del medi (aigua, sals minerals i diòxid de carboni) per a la seva nutrició.
Les sals minerals i l'aigua són anomenades biomolècules inorgàniques: són molècules que formen part dels organismes vius però que no posseeixen hidrocarburs en la seva composició molecular.